# Gabriele Reinsch
Gabriele Reinsch, född den 23 september 1963 i Cottbus Östtyskland, är en tysk före detta friidrottare som tävlade i diskuskastning och kulstötning för Östtyskland. 
Reinsch deltog vid EM för juniorer 1981 där hon blev silvermedaljör i kulstötning. Som senior lyckades hon aldrig nå en framgång vid ett internationellt mästerskap. Hon var i final vid Olympiska sommarspelen 1988 i Seoul i diskuskastning där hon slutade på en sjunde plats med ett kast på 67,26. Hon var även i final vid EM 1990 där hon slutade på en fjärde plats med ett kast på 66,08.

## Världsrekord
Vid en tävling 1988 i Neubrandenburg kastade Reinsch 76,80 vilket var mer än två meter längre än Zdeňka Šilhavá dåvarande världsrekord från 1984.